# Kamienica Pod Murzynami
Kamienica Pod Murzynami (zwana również Kamienicą Pod Etiopy lub Sub Aethiopibus a także Nyczowska) – zabytkowa kamienica znajdująca się w Krakowie, w dzielnicy I przy ulicy Floriańskiej 1, na rogu z placem Mariackim 1, na Starym Mieście.
Nazwa „Pod Etiopy” nawiązuje do nazwy mieszczącej się tu na początku XVI wieku apteki Grygiera i Jacentego Kwapińskich. Pierwsze, narożne piętro wspiera pochodząca z XVI wieku płaskorzeźba przedstawiająca dwóch Murzynów, która miała stanowić reklamę apteki. 

Rodzina Kwapińskich jest również odpowiedzialna za współczesny wygląd kamienicy. W połowie XVII wieku Grygier Kwapiński przebudował kamienicę z drewnianej na murowaną, a pod koniec XVII wieku jego syn Jacenty Kwapiński dodał drugie piętro (pisownia oryginalna): 

...uważając rozsądnie, że i positio loci samejże kamienicy poblisku Rynku zostaje i narożnia będąc widok wszystkim (jej) mieszkańcom dodaje i same mieszkania I-go i II-go piętra mając niemal każde komnaty, kuchnie, przy niektórych i schowania się znajdują.

Po pożarze w 1821 kamienica została odbudowana i wtedy dodano trzecie piętro połączone z całością. 

To tą kamienicą zachwycał się Konstanty Ildefons Gałczyński w wierszu Zaczarowana dorożka: 

Przystanęliśmy pod domem „Pod Murzynami” (ach, dużo bym dał za ten dom)...

Obok kamienicy, na pl. Mariackim, znajdował się postój dorożek, gdzie zatrzymywał się także mówiący wierszem fiakier Jan Kaczara, z którego usług korzystał Gałczyński i którego uwiecznił w swoich utworach. Na ścianie budynku umieszczono w 1989 roku tablicę upamiętniającą K. I. Gałczyńskiego i Zaczarowaną Dorożkę.
25 czerwca 1931 kamienica została wpisana do rejestru zabytków. Znajduje się także w gminnej ewidencji zabytków.

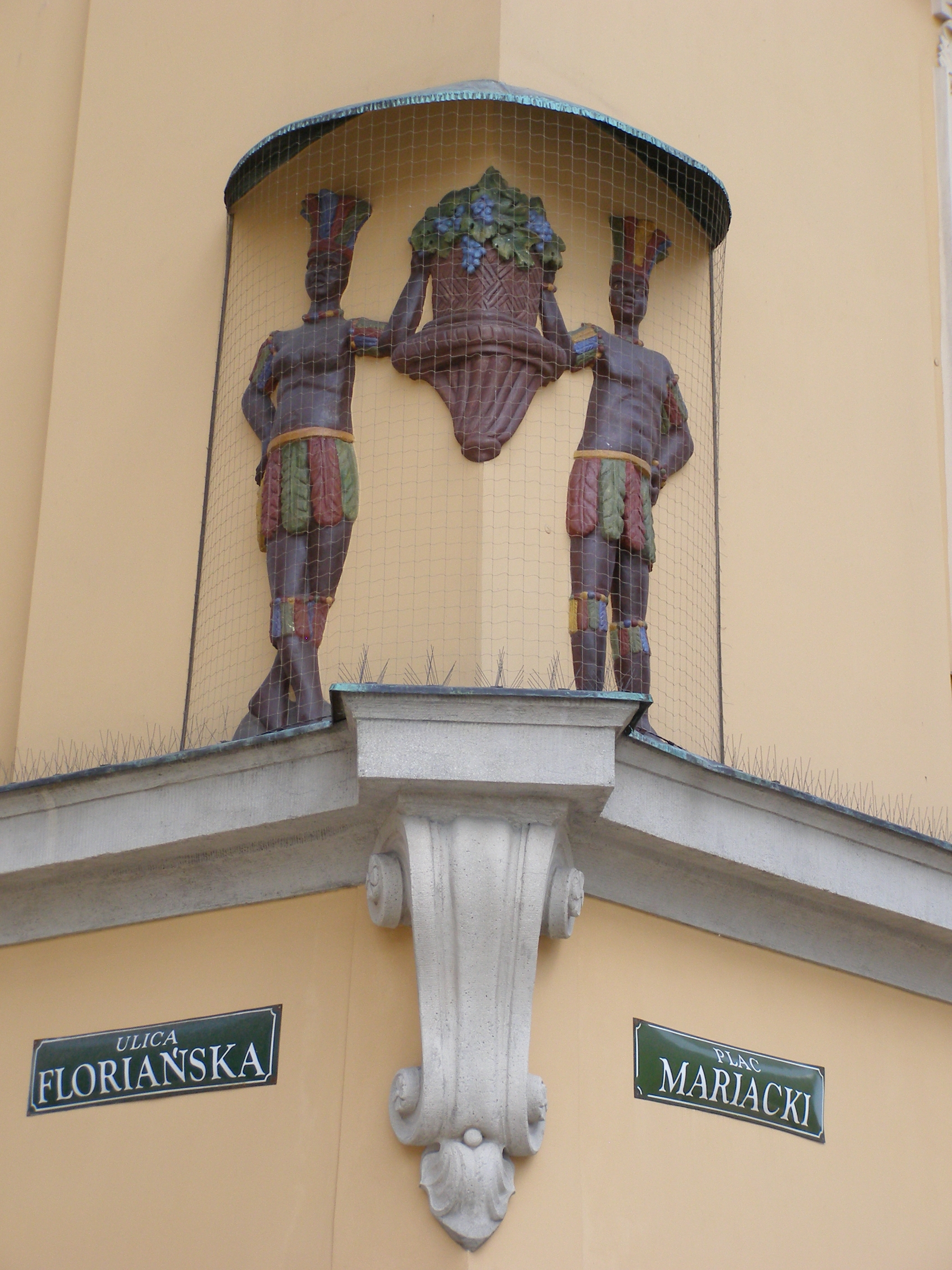
Godło kamienicy
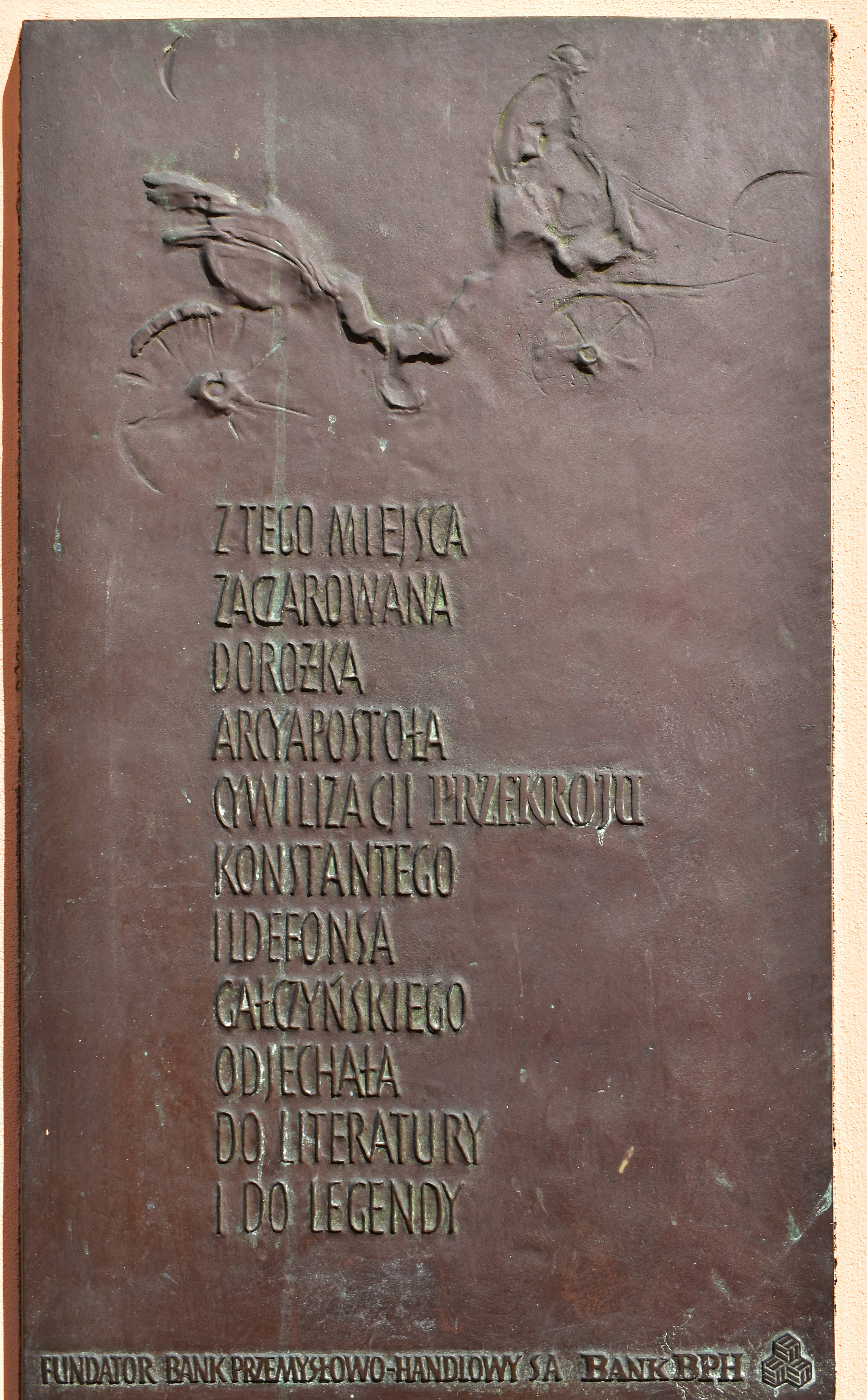
Tablica pamiątkowa K.I. Gałczyńskiego i Zaczarowanej Dorożki